# Александрово (Великотирновська область)
Алекса́ндрово (болг. Александрово) — село у Великотирновській області Болгарії. Входить до складу общини Свиштов.

## Населення
За даними перепису населення 2011 року у селі проживали 218 осіб.
Національний склад населення села:
| Національність   | Кількість осіб | Відсоток |
| ---------------- | -------------- | -------- |
| болгари          | 170            | 89,9%    |
| турки            | 10             | 5,3%     |
| цигани           | 8              | 4,2%     |
| Всього відповіли | 189            |          |

Розподіл населення за віком у 2011 році:
Динаміка населення: